# Пелым (Гаринский муниципальный округ)
Пелы́м — исторический город в Западной Сибири, создан как острог в конце XVI века.
В дальнейшем утратил значение и стал селом, позднее деревней в Гаринском районе Свердловской области. Поселение покинуто жителями.

## Географическое положение
Располагалось на левом берегу реки Тавды, ниже устья реки Пелым, в 48 километрах к северо-востоку от посёлка Гари, на перешейке, отделяющем друг от друга левые берега рек Тавда и Пелым, вблизи устья реки Пелым. Автомобильное сообщение с деревней отсутствовало, имелось только водное сообщение по реке Тавда.

## История
В 1455 году князь вогулов Асыка дошёл до Усть-Выми (столицы Вымского княжества), убил местного епископа Питирима, ограбил и сжёг близлежащие деревни и сёла, и вернулся с богатой добычей в свою столицу — Пелым. 29 июля 1483 года войско Асыки было разбито в сражении у Пелыма «судовой ратью» под командованием московских воевод Ф. С. Курбского-Чёрного и И. И. Салтыка-Травина, Асыка бежал.
Первый русский населённый пункт на реке Тавде — Пелымский острог — основан и построен чердынским воеводой Петром Ивановичем Горчаковым и воеводой Никифором Васильевичем Траханиотовым в 1591—1593 годах, как сторожевой пост на государевой дороге за Камень (Уральские горы). Пелымский острог на земле вогульских племён (манси) основан на месте кочующей столицы пелымских князей — разрушенного поселения последнего вогульского князя Аблегирима. Основание и первые годы существования острога связывают с деятельностью сына боярского В. Тыркова, который участвовал в боях на реке Лозьве против пелымских князей. Впоследствии родственники этих князей перешли на русскую службу и активно участвовали в присоединении и хозяйственном освоении Сибири. Здесь проходил Вишеро-Лозьвинский водный путь из Европейской России в Сибирь.
Первыми строителями и поселенцами Пелымского острога стали стрельцы, оставшиеся здесь на службу и житьё, а также сосланные Борисом Годуновым жители города Углич, участники восстания, связанного с убийством наследника Ивана Грозного — царевича Дмитрия, погибшего при загадочных обстоятельствах в мае 1591 года, а также «переведенцы» из Каргополя, которые участвовали в строительстве Маковского и Енисейского острогов. Первоначально было определено иметь в самом городе 50 человек конных казаков и 100 человек пеших стрельцов, которым вместо хлебного жалования велено служить из пашен, чтобы впредь хлебных запасов для них не возить. Также было велено набрать из местного народа и поселить около города молодых людей вместе с жёнами и детьми для «Государевой пашни» в 300 четвертей, у которых вместо соболиного оклада за ясак велено брать подати хлебом. В связи с суровой зимой и непроходимыми снегами, конных казаков перевели в иные места, а выращивание хлеба организовать не удалось в связи с суровым климатом и малопригодной землёй, в результате чего убавили количество пеших стрельцов и отменили положение указа о наборе местных жителей для выращивания хлеба.
По царскому указу выбрать место под новый город было дано князю Петру Горчакову, который сперва намеревался поставить город на новом месте, но по прибытии весной 1592 года принял решение о строительстве острога на прежнем месте, где стоял город вогуличей. По указу лес для строительства острога и строений в нём предписывалось возить Табаринским и Кошуцким татарам.
Первоначально острог представлял собой 7-башенный острог, кремль занимал всю возвышенную часть террасы левого берега реки, к юго-западу располагался посад. В городе первоначально поставили церковь во имя Рождества Христова с пределом Николая Чудотворца. В последующем была построена вторая церковь Архистратига Михаила с пределом Ильи Пророка.
В июле 1593 года, по окончании строительства города оставшиеся на житьё стрельцы и новые горожане дали поручную запись в верности.
В 1595 году князь Горчаков был сменён на воеводу Василия Толстого. В этом же году новый воевода Богдан Иванович Полёв писал в Москву, что город новым острогом огородили, который в окружности содержит 240 сажень, притом был ещё заложен фундамент под малый город, но для его возведения нет плотников, а местные жители к этому не приучены, и просил стройку внутреннего города отложить, а работников уволить. Примерно к этому времени можно отнести образование Пелымского уезда, когда Тобольск отдал две вогульские волости под правление пелымских воевод.
В 1596 году здесь была построена первая казённая мельница, а ремесленников насчитывалось не более 10 человек. В этом же году вокруг города был выкопан ров.
В 1597 году сюда из Лозьвинского Городка переправлена разобранная деревянная крепость. Кремль с 4 башнями по углам стал крупным опорным пунктом русских за Уральскими горами, но после открытия Бабиновской дороги (1597), соединившей Соликамск с Верхотурьем, утратил своё стратегическое значение на пути в Сибирь.
Так Пелым становится острогом и затем в течение более чем 400 лет служит местом ссылки.
В 1601 году сюда были сосланы Василий и Иван Романовы, обвинённые в намерении отравить царя.
В 1603 году была заведена первая «государева десятина», однако земледелие в этом болотистом и лесистом месте не получило развития. Жители занимались рыболовством, охотой, кожевенным делом, мелочной торговлей, добычей соли в озёрах, расположенных в 10 верстах от города. Пелымские воеводы собирали ясак, контролировали транзит и хозяйство своей округи. В начале XVII века ясачный сбор можно было оценить в 650—750 рублей, в отдельные годы 800 рублей. Таможенные доходы давали 57 руб, казённая торговля 184 руб, различные налоги 30 руб. Оригинальный промысел пелымцев состоял в приготовлении кедровых досок для написания икон. Ярмарки не проводились, гостиных и купеческих домов не было, но сюда часто заезжали купцы с товарами из Тобольска, Верхотурья и Туринска.
В 1621 году в городе возник пожар, уничтоживший всю застройку.
В 1623 году острог отстраивается заново на том же месте. Внутри находилась Рождественская церковь, воеводские и таможенные дворы, съезжая изба, амбары с хлебом и казёнными припасами, несколько лавок, 12 дворов. За острогом на посаде находились: 37 стрелецких и 4 крестьянских дворов.
В 1625 году в остроге находилось: 61 двор, 3 казённые и 2 частные торговые лавки. В этом же году стрельцы и торговые люди выступили против воеводы.
В 1629 году управление Сибирью разделено на два разряда, или две области: Тобольскую и Томскую. В разряд Тобольска входили города: Верхотурье, Пелым, Туринск, Сургут, Березов и Мангазея с малыми острогами и зимовьями.
В 1635 году вместо пришедших в негодность укреплений построены новый город и острог, которые сгорели дотла в 1668 году.
Построенный в 1671—1672 годах новый острог имел 4 башни, две из которых проезжие, и имел периметр около 244 метров. В 1691—1692 году к острогу был пристроен новый острог с 2 башнями. В XVII веке Пелым имел печать с изображением лося и надписью: «Печать Государева земли Сибирския пелымскаго города».
По указу Петра I от 1708 года, государство было разделено на 8 губерний, город Пелым вошёл в состав Сибирской губернии.
В 1741—1742 году здесь пребывал фаворит Анны Ивановны граф Э. И. Бирон, арестованный после дворцового переворота 1740 года; в 1742—1762 годах сюда на 20 лет был сослан бывший граф и фельдмаршал Б. Х. Миних, командующий русской армией в Русско-турецкой войне (1735—1739). Окружённый непроходимыми лесами, в XIX веке Пелым стал местом ссылки декабристов В. И. Враницкого и А. Ф. Бригена.
В 1928 году в Пелыме возникла одна из первых коммун в крае, которая затем стала колхозом, вошедшим в 1950 году в состав укрупнённой сельхозартели. В советское время город вошёл в систему ГУЛАГа, в результате чего местное население переехало, в основном в райцентр Гари и посёлок Пуксинку. В начале 70-х годов в Пелыме насчитывалось всего около сорока дворов. В посёлке находилась колония-поселение сельскохозяйственной направленности. В настоящее время колония закрыта, а от пристани осталась только табличка с названием.
В 1962 году в соседнем округе был основан одноимённый посёлок городского типа (население 2284 чел. в 2023 году).
В 1972 году на юго-восточной окраине Пелыма В. П. Бочкарёвым были обнаружены остатки древнего городища, находящиеся на возвышенной части мыса.
В 2015 году село было полностью заброшено.

## Памятники истории
Пелымская крепость
Пелымская крепость — археологический памятник конца XVI века, практически разрушена в результате хозяйственной деятельности. Ранее Пелымский острог неоднократно исследовался археологическими разведками. Одной из последних разведок была рекогносцировка м.н.с. Уральского госуниверситета (Екатеринбург) А. В. Ермоленко в 2006 году. Исследователем была собрана коллекция позднесредневековых русских древностей и составлен инструментальный план археологического памятника.
Михаило-Архангельская церковь
В 1840 году построена Михаило-Архангельская церковь, деревянная, двухпрестольная. Главный храм освящён во имя архангела Михаила, придел во имя пророка Илии. Закрыта в 1920-е годы, снесена. В 1863 году открыто начальное училище. В 1915 году построена каменная однопрестольная Михаило-Архангельская церковь. Она была закрыта в 1930-е годы, в здании размещался склад, полуразрушена.

## Население
| 2002 | 2010 | 2021 |
| ---- | ---- | ---- |
| 51   | ↗78  | ↘0   |

## Символика
В XVII веке Пелым имел печать с изображением лося и надписью: «Печать Государева земли Сибирския пелымскаго города». Такая же эмблема на рукописной Генеральной карте Сибири 1765 года, копированной сержантом Моисеевым (экземпляры имеются в РГАДА и РГВИА). В Герольдмейстерскую контору по запросу В. Е. Абдодурова 1745 года сообщалось, что на печати города изображён именно герб.

## Критика
В современной литературе встречаются разночтения, когда путают село Пелым Гаринского р-на Свердловской обл. (в прошлом средневековый русский город) с посёлком городского типа Пелым Ивдельского р-на Свердловской обл., образованным в 1962 году. Есть также село Пелым в Кочевском р-не Пермского края.